# 彼女の告白ランキング
『彼女の告白ランキング』（かのじょのこくはくランキング）は、上田慎一郎監督による2014年製作の日本の短編映画。2018年10月12日より、『上田慎一郎ショートムービーコレクション』の一篇として劇場公開。

## 製作・公開
当初はYouTube限定配信の映画として製作されていた作品。2014年4月12日の「TOKYO月イチ映画祭」で初公開された。
2015年5月からNTTドコモの動画配信サービス「dTV」で本編が配信されていた（現在は終了）。上田の監督作である映画『カメラを止めるな!』のヒットを受けて、2018年8月24日からはギャガの動画配信サイト「青山シアター」で『ナポリタン』と『恋する小説家』との3本パックで有料配信されている。同年10月からはオムニバス映画『上田慎一郎ショートムービーコレクション』の一篇として劇場公開され、2019年8月28日発売のDVD版にも収録された。
監督の上田は本作について、まとまりの良さは無視し、有り得ない展開をパワーとスピードで押し切るエネルギッシュな作品を目指したと語っている。 バラエティ番組的なカメラワークや効果音編集などは、フジテレビ『めちゃ²イケてるッ!』に影響を受けている。終盤の展開は採用されているものとは別のお蔵入りしたバージョンがあり、映画制作団体PANPOKOPINAの上映会で公開されたことがあり、上記の『上田慎一郎ショートムービーコレクション』DVDにも映像特典として収録された。お蔵入りバージョンがあるのは、YouTubeでの配信を考えていた際に結末を選択式にしようとしていた名残である。

## ストーリー
ある日、洋平（中山雄介）は千晴（榎並夕起）にプロポーズを申し込み、すんなり承諾されると思ったが保留にされてしまう。翌朝、千晴は「告白したいことが17個あります」と洋平に告げ、告白をすべて受け入れることが出来たらプロポーズを承諾すると言う。家に闖入してきたフリーの司会者を名乗る男（橋本昭博）とともに、彼女の告白がショックの弱い順にランキング形式で発表されていく。

## キャスト
- 中山雄介 - 四𥧄洋平[9]
- 榎並夕起 - 千晴[9]
- 橋本昭博 - チョビ塚本[12]
- 鐘築健二 - 洋平の父親
- 山口友和
- 細井学
- 石訳智之
- 坂川良

## スタッフ
- 監督・脚本・撮影・編集：上田慎一郎
- プロデューサー：大橋亘
- 撮影補佐：白澤俊一
- 録音：川村翔太、八木博之
- 助監督：大野力
- 美術：ふくだみゆき
- 制作：北原和明
- CG：川村翔太
- 挿入曲：小宮山洋介
- 主題歌：オトホリック「パブロフ」
- 製作：パノラマメトロ
- 制作：PANPOKOPINA

## 評価
Webマガジン「FILMAGA」の記事の執筆も務める映画ライターの柏木雄介は、自身のブログで本作の紹介記事を投稿している。いい意味で裏切られるラストや役者の演技、早口、ツッコミを称賛し、テンポが良く、飽きさせない工夫がされていると紹介している。

### 受賞歴
- 「したまちコメディ大賞2014」準グランプリ
- 「福岡インディペンデント映画祭2014」コメディ賞
- 「第18回 水戸短編映像祭」ベストアクター賞（橋本昭博）
- 「第17回 小津安二郎記念蓼科高原映画祭」入賞
- 「西東京市民映画祭2014」優秀賞（3位）
- 「第10回 TOKYO月イチ映画祭」グランプリ
- 「GAKUGAKU短編映画祭」観客投票2位
- 「福井駅前短編映画祭2014年」ベストユーモア賞
- 「TOKYO月イチ映画祭グランプリ大会（1年目）」年間グランプリ